# Paul Van Thielen
Paul Van Thielen (1954) was een Belgische politieofficier. Van maart 2011 tot maart 2012 was hij ad interim commissaris-generaal van de Belgische federale politie, na het ontslag van hoofdcommissaris Fernand Koekelberg.
In het begin van zijn carrière was Van Thielen rijkswachtofficier in Brussel. Later werd hij districtscommandant in Leuven en directeur van het Centraal Bureau voor Opsporingen. In januari 2001 werd hij als hoofdcommissaris, algemeen directeur van de gerechtelijke politie bij de federale politie. In 2011 en 2012 was hij iets minder dan een jaar commissaris-generaal ad interim van de federale politie. Hij werd opgevolgd door hoofdcommissaris Catherine De Bolle.
Van Thielen werd na zijn opruststelling begeleider in de Kazerne Dossin - Memoriaal, museum en documentatiecentrum over Holocaust en Mensenrechten in Mechelen. Hij leidt hierbij studenten van de politiescholen doorheen de kazerne in het raam van o.a. hun opleiding mensenrechten.
Paul Van Thielen ontving op 9 januari 2014 een Franse hoge onderscheiding als ridder in de Nationale Orde van het Legioen van Eer.. 
Hij ontving bovendien in eigen land de hoogste nationale onderscheidingen.